# Hipólito Reyes Larios
Hipólito Reyes Larios (Ciudad Mendoza, estado de Veracruz, 13 de agosto de 1946 - Xalapa, 8 de agosto de 2021) foi um clérigo mexicano e arcebispo católico romano de Jalapa.
Hipólito Reyes Larios estudou filosofia e teologia católica no seminário de Xalapa e foi ordenado em 15 de agosto de 1973 para a Arquidiocese de Jalapa. Depois de mais estudos, ele obteve uma licença em teologia moral da Pontifícia Academia Alfonsiana em Roma e uma licença em teologia espiritual da Pontifícia Universidade Gregoriana.
Depois de regressar à sua terra natal, Hipólito Reyes Larios trabalhou primeiro como vigário paroquial antes de se tornar diretor espiritual no seminário de Xalapa. Em 1995, Reyes Larios foi nomeado Regente do Seminário Maior de Xalapa. Em 1997 foi eleito também Presidente da Organização dos Seminários Mexicanos (O.S.MEX.) e em 1998 dos Seminários Latino-Americanos (O.S.L.A.M.).
Em 15 de abril de 2000, o [[Papa João Paulo II] o nomeou o primeiro bispo da diocese de Orizaba, que foi estabelecida na mesma data.[2] O Arcebispo de Jalapa, Sergio Obeso Rivera, o consagrou em 13 de junho do mesmo ano no Centro de espectáculos La Concordia em Orizaba; Os co-consagradores foram Dom Leonardo Sandri, Núncio Apostólico no México, e cardela Adolfo Antonio Suárez Rivera, Arcebispo de Monterrey. Seu lema Spiritus Domini super nos (“O Espírito do Senhor está sobre nós”) vem de Lc 4.18. De 2000 a 2003, Hipólito Reyes Larios foi membro da Comissão de Pastoral da Comunicação Social e Pastoral Juvenil da Conferência Episcopal Mexicana, e de 2004 a 2006 foi representante da região pastoral do Golfo do México.
Em 10 de abril de 2007, o Papa Bento XVI o nomeou Arcebispo de Jalapa. A posse ocorreu em 19 de junho do mesmo ano. Além disso, Reyes Larios foi Presidente da Comissão para Seminários e Vocações da Conferência Episcopal Mexicana.
Hipólito Reyes Larios morreu de hemorragia interna em um hospital em Xalapa em agosto de 2021. Ele foi enterrado na Catedral da Inmaculada Concepción em Xalapa.